# حسن‌آباد (دیهوک، غرب)
حسن‌آباد روستایی در دهستان کویر بخش دیهوک شهرستان طبس استان خراسان جنوبی ایران است.

## جمعیت
بر پایه سرشماری عمومی نفوس و مسکن در سال ۱۳۹۵ جمعیت این روستا ۱۳ نفر (۵خانوار) بوده‌است.